# Eternal Pyre
Eternal Pyre EP je američkog thrash metal sastava Slayer. EP je objavljen 6. lipnja 2006. godine, a objavila ga je diskografska kuća American Recordings. EP je bio limitiran na samo 1,000 kopija, no kasnije na 5,000 kopija. EP je prethodnik nešto kasnije objavljenom albumu Christ Illusion, koji sadrži pjesmu s EP-a, "Cult". EP se isključivo prodavao samo u Sjedinjenim Američkim Državama, no nešto kasnije pojavio se i u Njemačkoj, Finskoj i Švedskoj. EP sadrži samo tri izvedbe, jedna je zvučna traka dok su ostale dvije video trake. EP je naišao na loše recenzije kritičara, premda je album recenziralo samo nekoliko kritičara. EP se pojavio na četiri ljestvice, u Finskoj na drugo, a u Danskoj na treće mjesto.

## Pozadina
Album Christ Illusion trebao je biti objavljen 6. lipnja 2006., no gitarist Slayera Kerry King izjavio je kako je sastav htio još poraditi na albumu jer je bio "jebeno jadan", dok ostali govore da se sastav nije uspio dovršiti određene pjesme u studiju. Eternal Pyre je objavljen kako se obožavatelji ne bi razočarali. EP je u početku bio limitiran na samo 1,000 kopija, ali nakon nekog vremena objavljeno je još 4,000 kopija.

## Recenzije
Kritičari nisu bili zadovoljni albumom, iako je samo nekoliko profesionalnih kritičara recenziralo album. Iako kritičari nisu bili zadovoljni albumom, obožavateljima se svidio. Također se uspio upisati na četiri ljestvice.

## Popis pjesama
| 1. | »Cult« | Kerry King | King | 4:40 |

| Video strana | Video strana                                | Video strana             | Video strana | Video strana | Video strana | Video strana | Video strana | Video strana | Video strana |
| Br.          | Skladba                                     | Tekstopisac              | Trajanje     |              |              |              |              |              |              |
| ------------ | ------------------------------------------- | ------------------------ | ------------ | ------------ | ------------ | ------------ | ------------ | ------------ | ------------ |
| 2.           | »War Ensemble (uživo)«                      | Tom Araya, Jeff Hanneman | 5:59         |              |              |              |              |              |              |
| 3.           | »Slayer – In the Studio, Behind the Scenes« |                          | 1:34         |              |              |              |              |              |              |
| 12:13        |                                             |                          |              |              |              |              |              |              |              |

## Zasluge
| Slayer - Tom Araya – bas-gitara, vokali - Jeff Hanneman – električna gitara - Kerry King – gitara - Dave Lombardo – bubnjevi | Ostalo osoblje - Josh Abraham – producent (pjesme 1) - Matthias Mirke – producent (pjesme 2) - John Sherwood – producent (pjesme 2) - Kevin Estrada – redatelj spota (pjesme 3) - John Ewing Jr. – inženjer zvuka (pjesme 1) - Ryan Williams – inženjer zvuka (pjesme 1) - Frank Machel – montažer (pjesme 2) - Mare Schettler – mikser (pjesme 2) |